# 阿里切什蒂澤萊廷鄉
45°13′N 26°10′E / 45.217°N 26.167°E
阿里切什蒂澤萊廷鄉（羅馬尼亞語：Comuna Ariceștii Zeletin, Prahova），是羅馬尼亞的鄉份，位於該國中南部，由普拉霍瓦縣負責管轄，面積21平方公里，海拔高度395米，2007年人口1,361，人口密度每平方公里65人。